# Leme do Prado
Leme do Prado este un oraș în Minas Gerais (MG), Brazilia.